# San Secondo (Polvese)

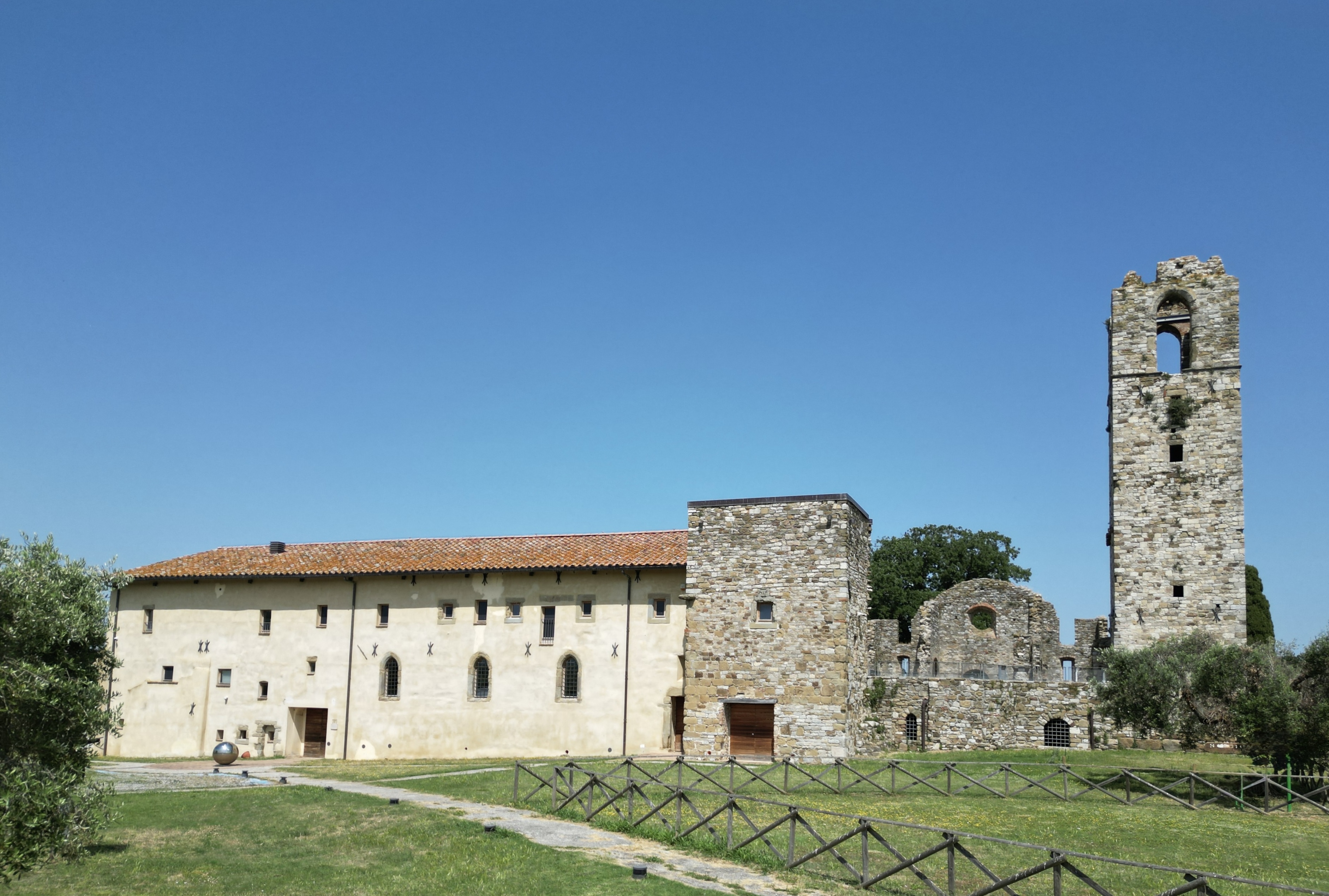
Kloster und Kirche

Die Kirche San Secondo stand auf der Isola Polvese im Trasimenischen See im mittelitalienischen Umbrien. Sie war dem heiligen Secundus geweiht, einem der Märtyrer der Thebaischen Legion. Heute sind nur noch Ruinen erhalten. Sie gilt als wichtiges Beispiel für die frühe umbrische Romanik.

## Geschichte
Das erste Dokument, das die Existenz der Kirche auf der Isola Polvese bezeugt, stammt aus dem Jahr 1014. 1238 wird die Kirche San Secondo in einer Bulle von Gregor IX. als Pfarrei der Olivetaner erwähnt. Ursprünglich war San Secondo eine Benediktinerkirche, kam dann aber in den Einflussbereich der Olivetaner-Mönche, als diese ein Kloster am Monte Morcino in der Nähe von Perugia gründeten. Die Olivetaner-Mönche kamen um das Jahr 1404 nach San Secondo. Am 26. Mai 1482 wurde das Kloster San Secondo auf Erlass von Papst Sixtus IV. endgültig vom Kloster Monte Morcino losgelöst und wurde zu einer eigenen Abtei. Damit erlangte es Verwaltungsautonomie und wirtschaftliche Vorrechte, die seinen Besitz und Reichtum vermehrten. Im 17. Jahrhundert besaß das Kloster fast die Hälfte der Insel, was zu einem gewissen Rückgang der Inselbevölkerung führte, die zur Abwanderung gezwungen war.
Bis ins 16. Jahrhundert verlief das Leben der Klostergemeinschaft friedlich. Der Niedergang begann um 1620, als das Gebäude aufgegeben wurde. Grund waren die zunehmend ungesunden Bedingungen, verursacht durch den Anstieg des Seespiegels und das Sumpfland an den Ufern. 1624 wurde San Secondo mit folgender Begründung verlassen: „…angesichts der Härte der sumpfigen und von Malaria betroffenen Luft des Trasimenischen Sees, wo die Mönche oft an Malaria erkrankten und starben.“ Die Mönche zogen in das Kloster Sant’Antonio di Porta Sole in Perugia, mit Ausnahme eines Mönchs, der für die Seelsorge der Inselbewohner zurückblieb.
Alle Einrichtungsgegenstände wurden geplündert, darunter ein Altarbild aus dem Jahr 1533 von Bernardino di Mariotto, heute in Perugia in der Nationalgalerie von Umbrien und ein Gemälde „Madonna in trono“ aus dem frühen 16. Jahrhundert von Sinibaldo Ibi, heute in Rom in der Kirche Santa Francesca Romana.
1708 wurde San Secondo endgültig aufgegeben und in ein Bauerngut umgewandelt. Später diente es als Viehstall und Lagerhaus. Nach mehreren Besitzerwechseln kaufte es 1973 die Region Umbrien.
Von 2002 bis 2015 wurde der gesamte Komplex gesichert und restauriert. Die bei den Renovierungsarbeiten gefundenen sterblichen Überreste einiger Mönche wurden in der Krypta beigesetzt.

## Die Kirche

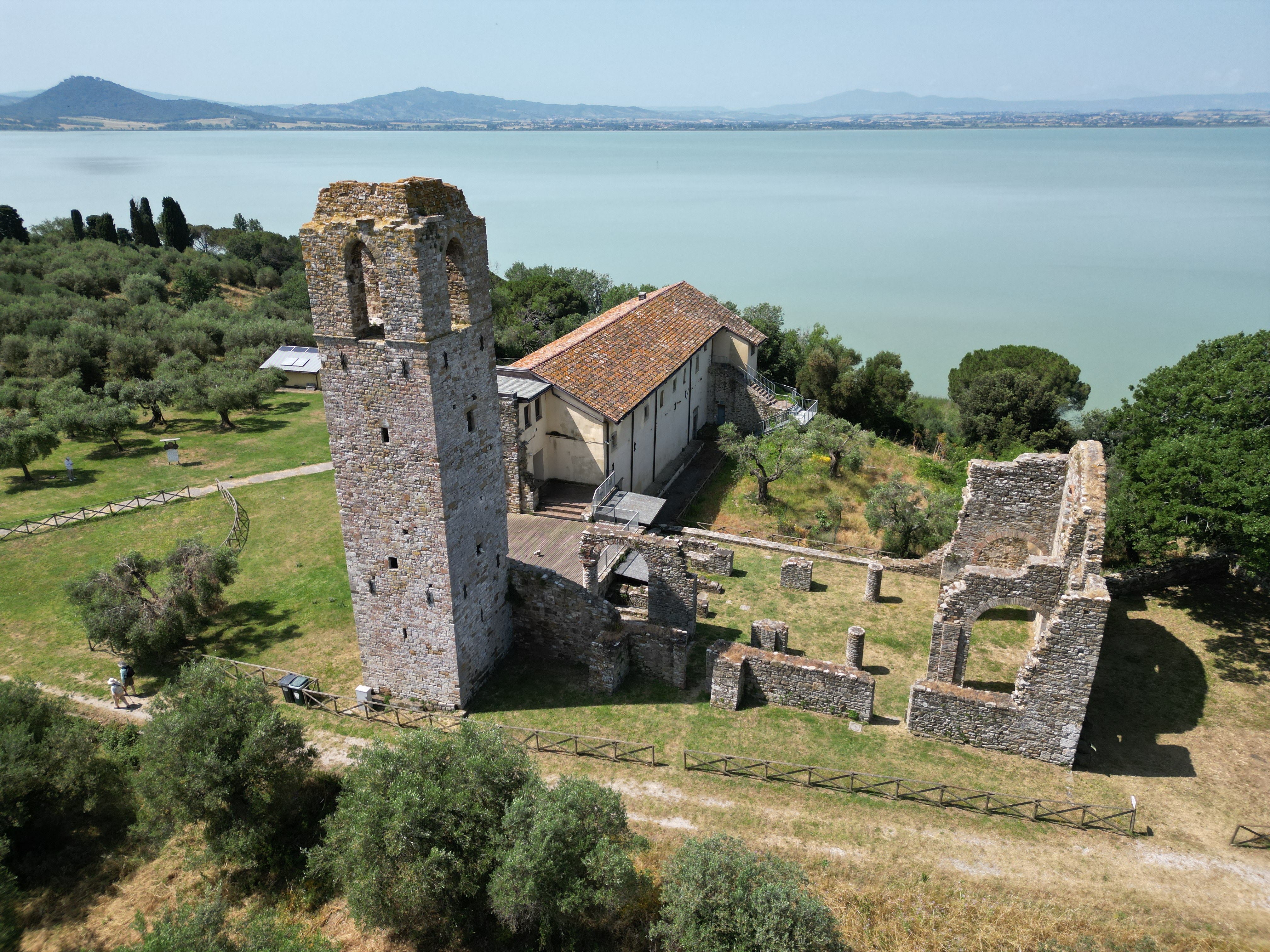
Kloster und Kirchenruine

Der ganze Komplex wurde im Laufe der Jahrhunderte baulich erheblich verändert, so dass das ursprüngliche Erscheinungsbild heute nur noch teilweise erkennbar ist. Erhalten sind die Fassade, die äußeren Umfassungsmauern, ein Teil der Apsis und die Krypta. 
Die romanische Kirche wurde aus Kalkstein, Sandstein, Pietra-Serena, Mergel- und Travertinblöcken erbaut. Die fast vollständig erhaltene Fassade weist eine Eingangstür mit Architrav und außermittiger Lünette auf sowie ein zentrales Rosettenfenster mit Sandsteinrahmen und seitlich je ein Fenster die zu den Seitenschiffen führen.
Der Innenraum der dreischiffigen Basilika war rund 19 Meter lang und 13 Meter breit; das mittlere Schiff war etwas breiter als die Seitenschiffe. Die drei Schiffe waren voneinander getrennt durch zwei Reihen von Pfeilern und Säulen überwölbt von Rundbögen. Von einzelnen Säulen sind noch Überreste sichtbar; einige aus Kalksteinen, eine aus Travertin. Zum Teil haben sich an den Innenwänden Verputzreste erhalten, manche mit Fugenstrich.
Der Aufstieg zum etwas höher gelegenen Chor und der halbrunden Apsis erfolgte über zwei Treppen am Ende des Mittelschiffs. Am Ende der beiden seitlichen Schiffe gelangte man hinunter zur Krypta aus dem 10. Jahrhundert. Die Decke wird von einer Travertinsäule mit einem Sockelkapitell aus Sandstein getragen. Der Raum war mit zwei nach außen offenen Seitenräumen verbunden, der rechte Raum diente als Sakristei. Die Krypta ist von beiden Seiten von außen durch ein Gitter einsehbar. Der Glockenturm mit einem quadratischen Grundriss von etwa 5 × 5 Meter steht außerhalb der Kirche in der Nähe der Nordostecke, ist aber mit der Kirchenmauer verbunden. Seine Spitze ist nicht mehr erhalten.
An den Ecken der Fassade sind noch Travertinquader aus älteren Strukturen erkennbar. Aus weiter nicht bekannten Vorgängerbauten aus etruskischer und römischer Zeit liegen mehrere Blöcke etruskischen Sandsteins und ein Säulenrest am Fuß der Fassade. Zwei abstehende Mauerreste an der Nordostseite dürften von ehemaligen Stützmauern stammen. Im ehemaligen Garten oder Hof im Nordwesten sind neben einem überwachsenen Steinbrunnen Mauerreste erhalten.

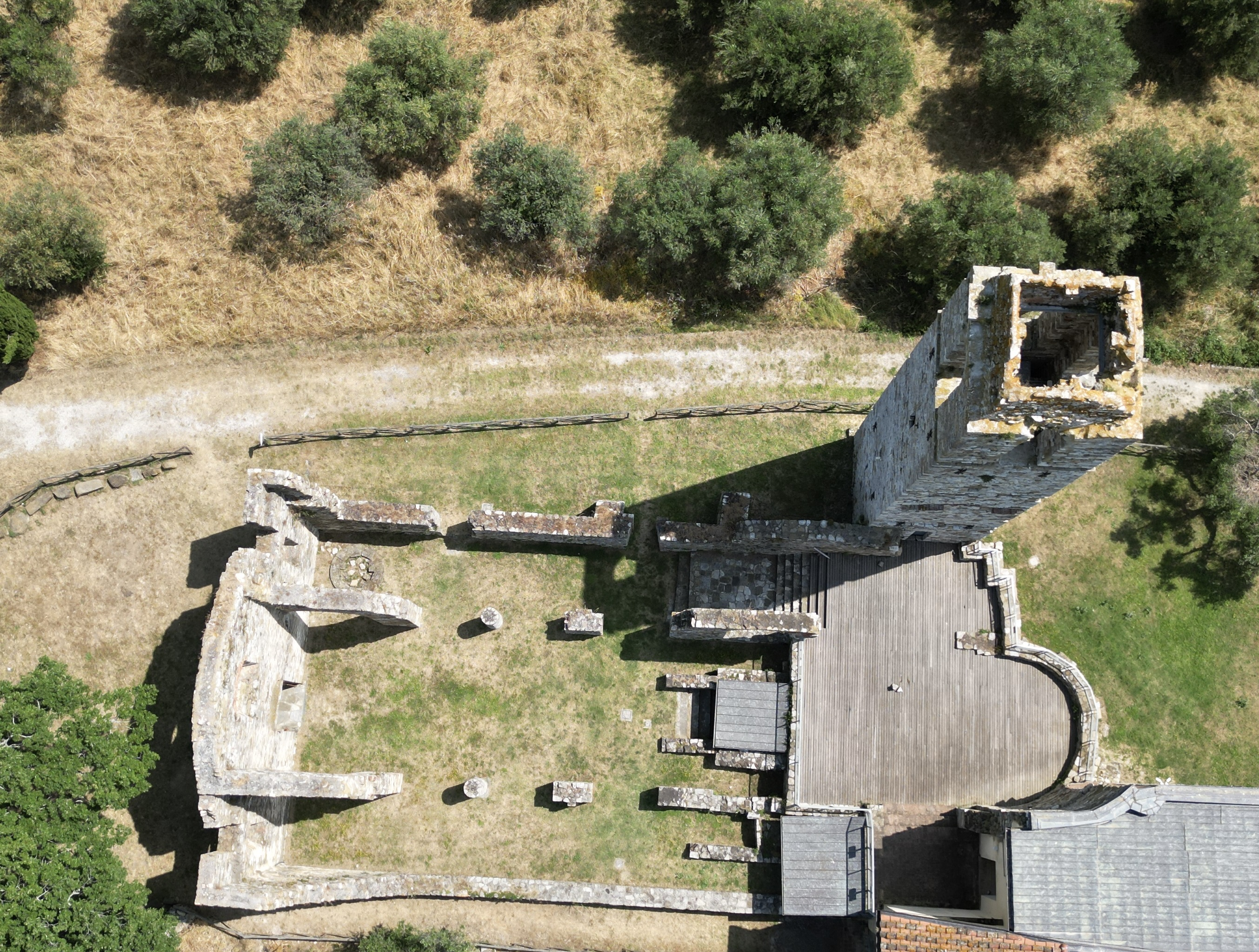
Kirchenruine, rechts Chor und Bogen der Apsis
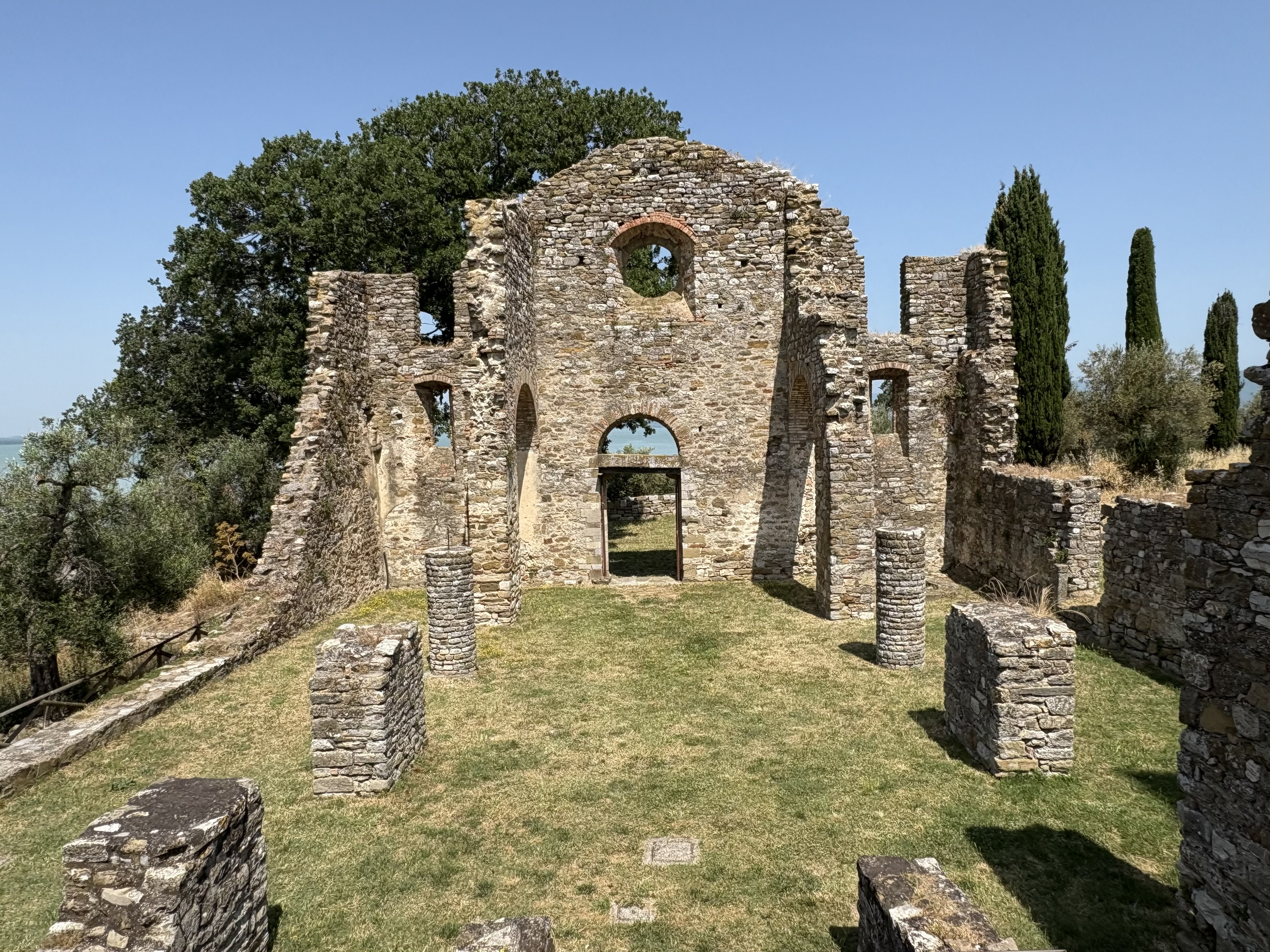
Dreischiffiger Innenraum
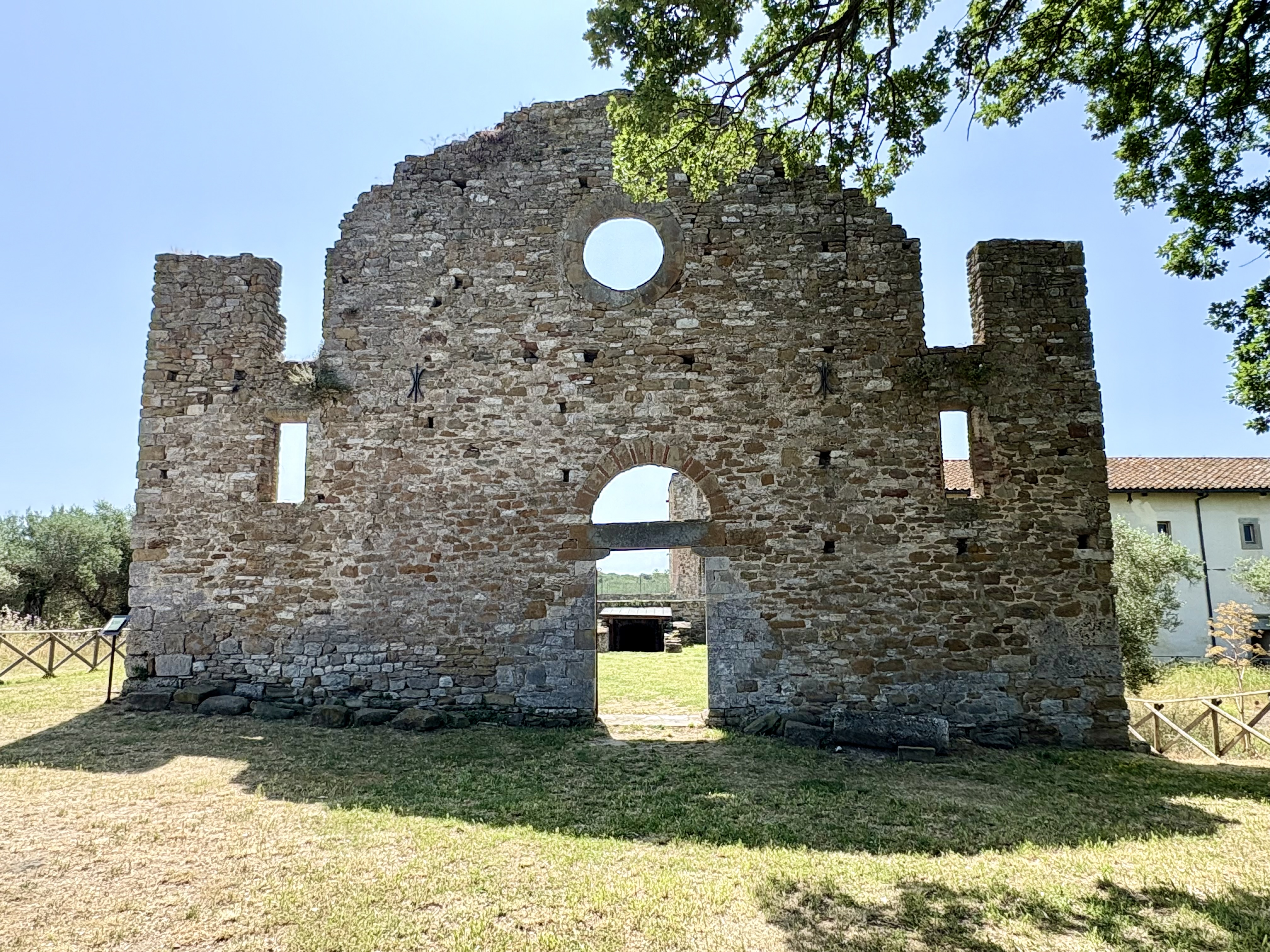
Fassade mit Eingangstür mit Architrav, außermittiger Lünette und Rundfenster
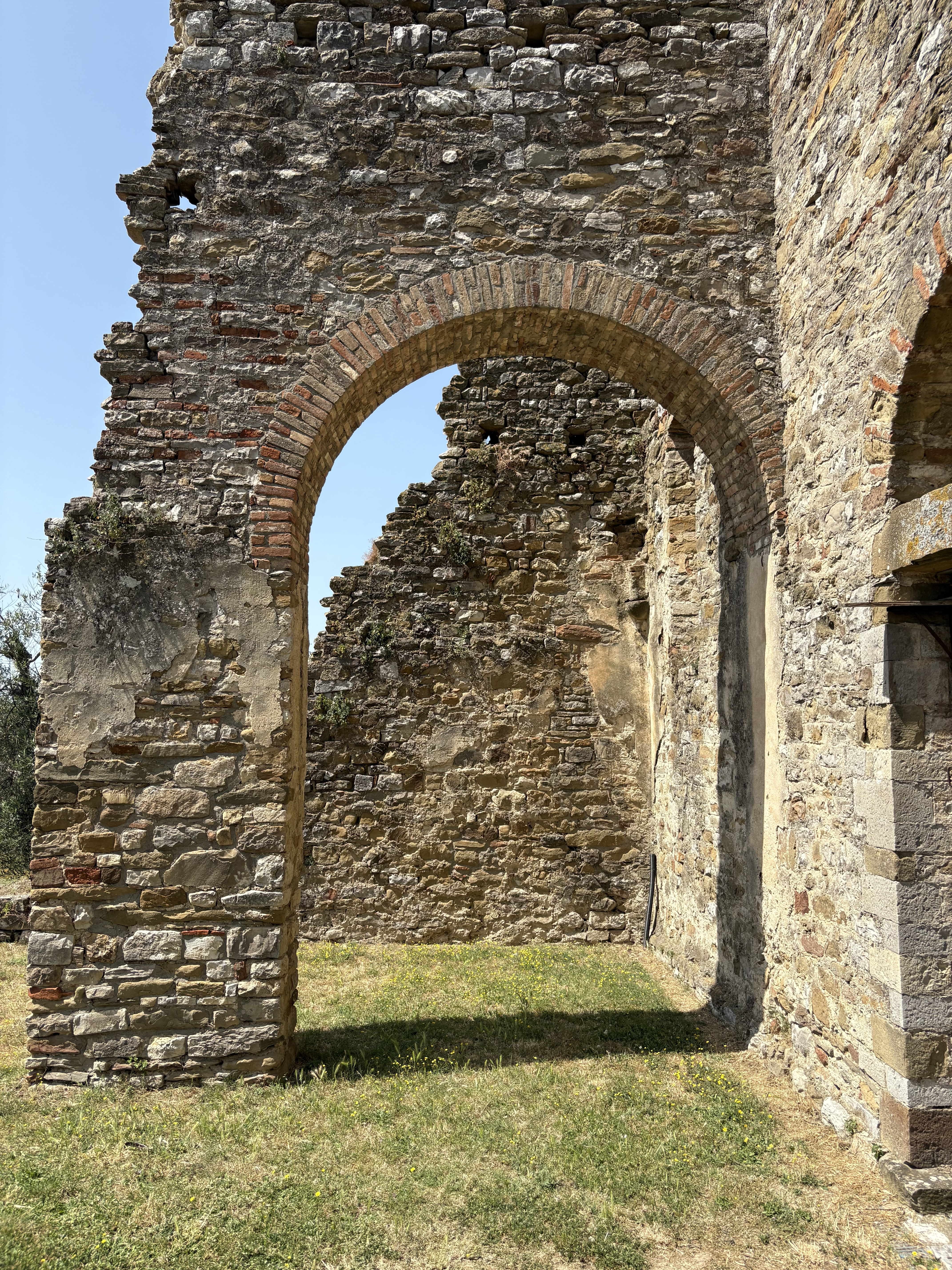
Bogen zum Mittelschiff
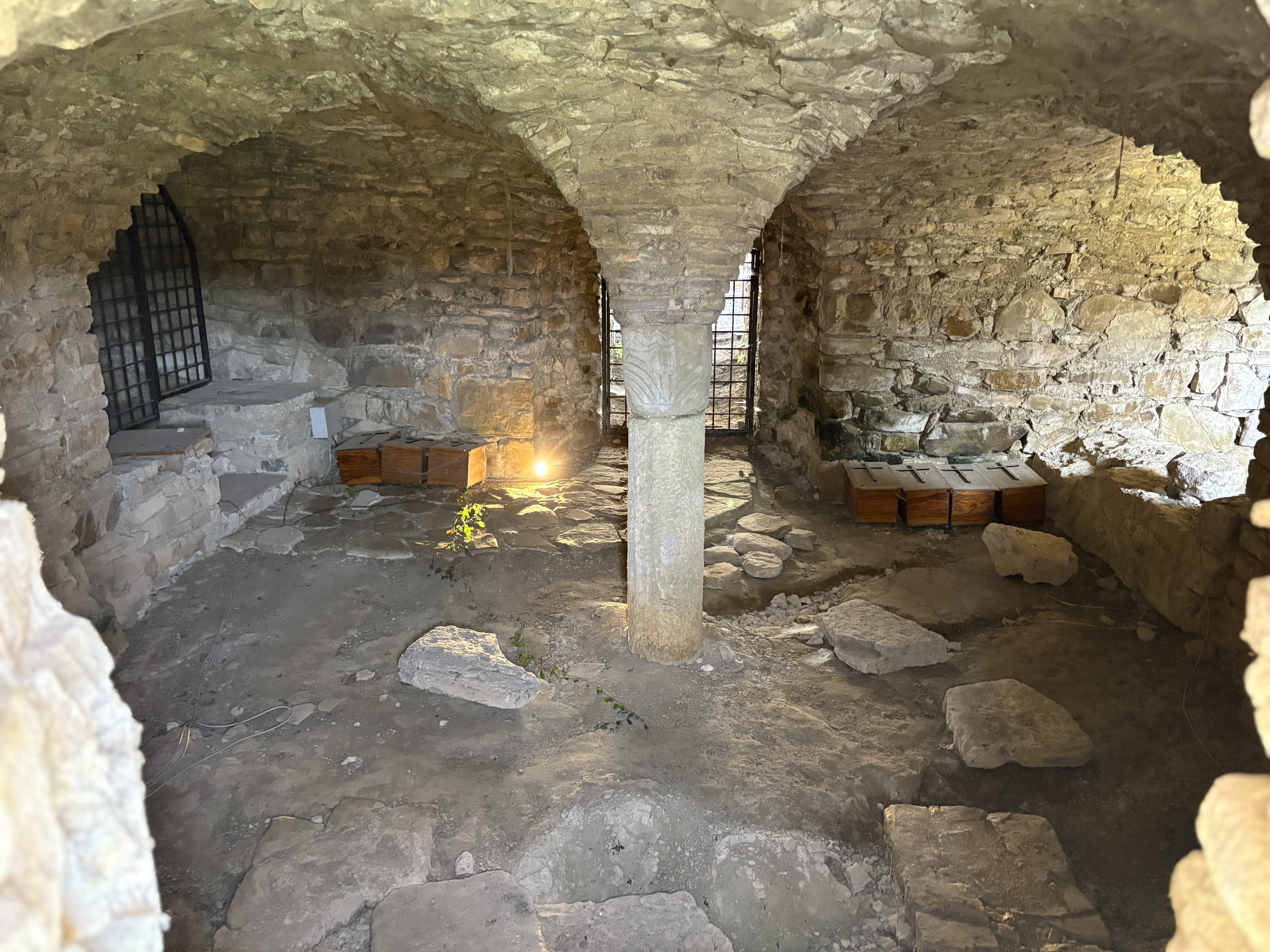
Krypta

## Das Kloster

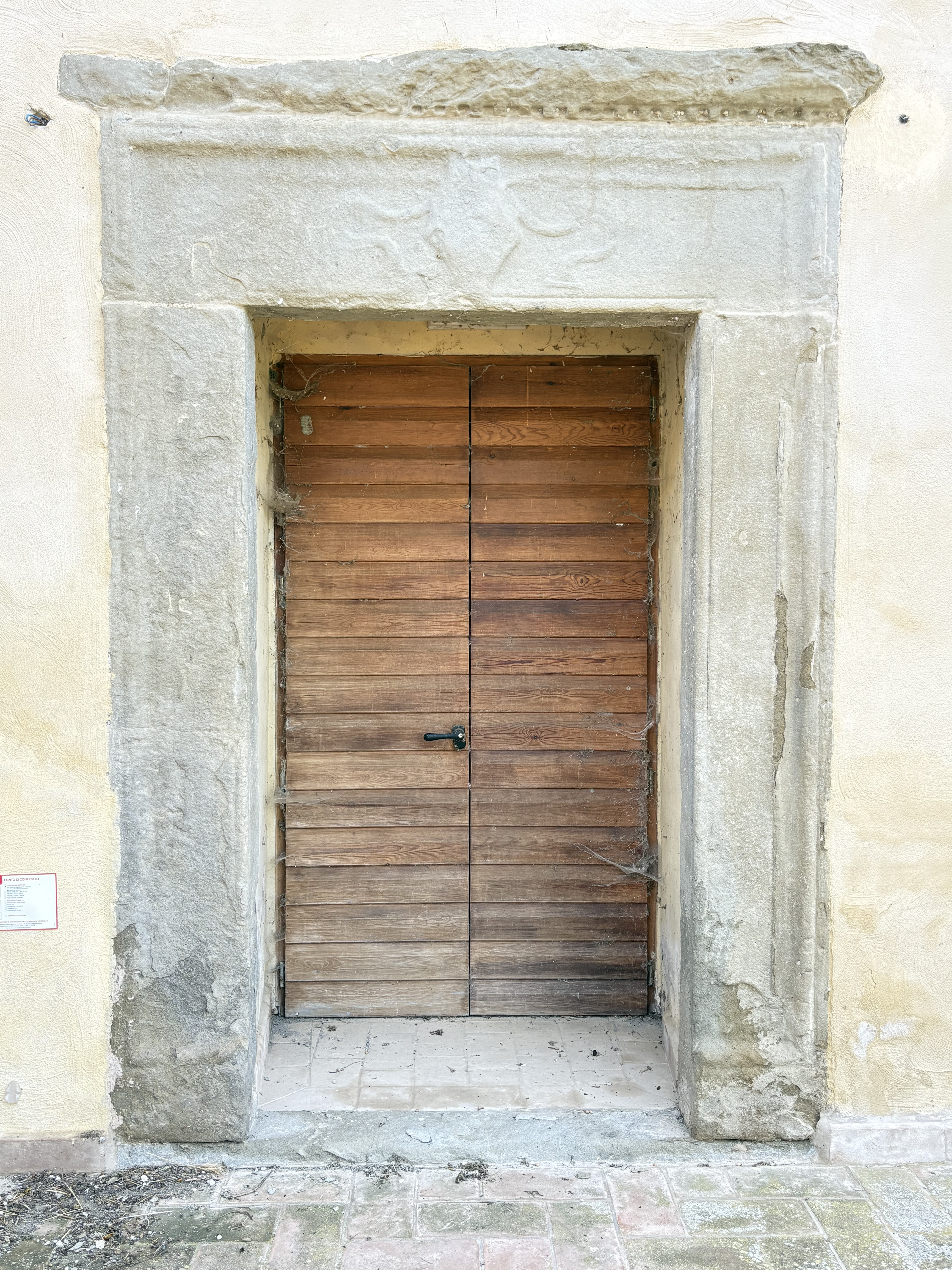
Eingang zum Klostergebäude

Das Benediktinerkloster der Olivetaner wurde 1482 durch ein Dekret von Papst Sixtus IV. gegründet und beherbergte die Mönchsgemeinschaft bis 1624. Das zweistöckige rund 34 Meter lange Gebäude wurde im rechten Winkel an die Kirche angebaut. Der Haupteingang lag etwas tiefer als die Kirche, war nach Westen ausgerichtet und trägt auf dem Architrav das nunmehr verwitterte stWappen des Ordens. Im Erdgeschoss befanden sich das Refektorium und der Kapitelsaal mit Tonnengewölbe, einer Nische und drei großen, nach Osten ausgerichteten Spitzbogenfenstern mit Gewänden aus Sandstein. In einer großen Nische stand eine Statue der Madonna. 
Das Obergeschoss präsentiert sich heute als ein einziger großer Raum; früher war er wohl durch Holzwände in mehrere Räume unterteilt und diente als Sakristei und Schlafsaal für die Mönche. Er war durch einen Raum mit Sandsteinkapitellen mit der Kirche verbunden und wurde als kleine Kapelle für kranke Mönche genutzt, die nicht imstande waren, die Kirche zu besuchen.
Nachdem die Ordensgemeinschaft den Komplex aufgegeben hatte, wurde er jeweils von den Familien, denen die Insel gehörte, als Bauernhaus genutzt. 2011 wurde er restauriert und beherbergt heute das Arpa Umbria Zentrum „Klimawandel und Biodiversität in Seenlandschaften und Feuchtgebieten“.